# Куадра, Пабло Антонио
Пабло Антонио Куадра Карденаль (исп. Pablo Antonio Cuadra Cardenal; 4 ноября 1912 — 2 января 2002) — никарагуанский писатель

, эссеист, искусствовед, литературный критик, драматург, график и один из самых известных поэтов Никарагуа.

## Биография
Куадра родился 4 ноября 1912 года в Манагуа, но большую часть своей жизни провел в Гранаде, даже учился в Центральноамериканском колледжке. Он был сыном Карлоса Куадра Пасоса и Мерседитас Карденаль, соответственно приходился двоюродным братом поэту Эрнесто Карденалю и другому революционеру-сандинисту Фернандо. Его двоюродный дедушка Висенте Куадра был президентом Никарагуа. Пабло Антонио Куадра женился на Адилии Мерседес Бенданья Рамирес.
П. А. Куадра был никарагуанским писателем, который работал в сфере журналистики и преподавал в университетах, занимал политические и дипломатические должности. Он стал одной из главных фигур литературного авангарда в Центральной Америке. В 1931 году Куадра вместе с Хосе Коронелем Уртечо, Хоакином Пасосом и другими писателями основал в Гранаде литературное движение «Авангардия» («Vanguardia»).
«Никарагуанские поэмы» (Poemas nicaragüenses) Куадры были опубликованы в 1934 году. Затем последовали другие сборники: «Земля обетованная» (1952), «Ягуар и луна» (1959), «Песни Сифара» (1971).
Куадра поддерживал партизана Аугусто Сесара Сандино и выступал против американской интервенции в 1930-х годах. В 1940-х годах выступил против династии Сомоса. В 1954 году он стал содиректором газеты La Prensa вместе со своим двоюродным братом Педро Хоакином Чаморро Карденалем (который будет убит сомосистами в 1978 году). Куадра был ненадолго заключен в тюрьму в 1956 году за свою оппозицию режиму Сомосы и на долгие годы оказался в изгнании в Мексике. В 1961 году он стал редактором журнала El Pez y La Serpiente («Рыба и змей»), имевшего большое влияние в Латинской Америке.
Куадра стал ярым защитником бедных слоев населения Никарагуа, придерживаясь теологии освобождения и других интеллектуальных течений, которые диктатура Сомосы считала подрывными. Затем он раскритиковал и свергнувшее сомосизм правительство Сандинистского фронта национального освобождения за удушение независимости культуры Никарагуа. В течение нескольких лет после этого он жил в добровольном изгнании в Коста-Рике и Техасе.
В 1995 году Куадра был удостоен звания почетного доктора Университета Франсиско Маррокина. Он умер 2 января 2002 года в Манагуа от респираторного заболевания. Куадра был похоронен 4 января в Гранаде, где он провёл большую часть своей жизни.
Куадра завоевал множество литературных наград, в том числе Межамериканскую культурную премию Габриэлы Мистраль, присуждённую Организацией американских государств в 1991 году.

## Опубликованные работы
Поэзия
- Poemas nicaragüenses (1934)[5]
- Canto temporal (1943)
- Poemas con un crepúsculo a cuestas (1949)
- La tierra prometida (1952)
- El jaguar y la luna (1959)
- Poesía (1964)
- Cantos de Cifar (1971)
- Esos rostros que asoman en la multitud (1976)
- Siete árboles contra el atardecer (1980)

Рассказы
- Agosto (1970, 1972)
- Vuelva, Güegüense (1970)
- Cuentos escogidos (1999)

Эссе
- Hacia la cruz del sur (1936)
- Promisión de México y otros ensayos (1945)
- Entre la cruz y la espada (1946)
- Torres de Dios (1958, 1985)
- El nicaragüense (1967)
- Otro rapto de Europa (1976)
- Aventura literaria del mestizaje (1987)

Пьесы
- La Cegua (1950)
- Por los caminos van los campesinos (1957)
- El coro y la máscara (1991)